# Eiichiro Oda
Eiichiro Oda[kriva transliteracija], (Kumamoto, 1. siječnja 1975.), japanski crtač mangi.

## Životopis
Kao dijete bio je nadahnut gusarima i već u četvrtoj godini života mašta o crtanju stripova.
Započeo je svoju stripsku karijeru 1992., sa sedamnaest godina, kad je njegov strip “Wanted!” dobio brojne nagrade od kojih je najznačajnija Jun-Nyuusen, nagrada za drugo mjesto natječaja Tezuka Awards koji je u suradnji s osobljem odgovornim za časopise Weekly Jump i Monthly Jump.
Njegovo prvo djelo, ipak je “Kami Kara Mirai no Present” (Božji dar iz budućnosti) izdano u listopadu 1993. godine za izdavačku kuću Jump. Njegov je talent Jump primijetio kad je iste godine Oda nagrađen na natječaju Hot-Step Awards sa svojim radom “Ikki Yakou” (Put u đavoljoj noći).
1994., s devetnaest godina napušta fakultet odlaskom u Tokio gdje studira kao asistent tri autora Jumpa: Shinobu Kaitani (Midoriyama Police Gang), Masaya Tokuhiro (Jungle No Ouja Tar-chan; Mizu no Tomodachi Kapparman) i Nobuhiro Watsuki (Rurouni Kenshin). Tokom prakse je Eiichiro Oda objavio dvije priče: “Monsters”, 1994. u Autumn Special časopisu koji je izlazio po godišnjim dobima, izradilo ga je osoblje tjednika Jump (Akamaru Jump) i prvu od dvije verzije stripa “Romance Down” izdanog 1996. godine u Summer Special časopisu, koji kasnije postaje dio njegovog najpoznatijeg rada imena “One Piece”, čije se prvo poglavlje zove upravo “Romance Dawn”, uključujući i neke iste likove. Nakon nekoliko mjeseci ušao je i među stranice tjednika Jump s drugim poglavljem stripa “Romance Dawn”, objavljenim u izdanju broj 41, 1996. godine.
Njegova gusarska pustolovina “One Piece” pojavljuje se 1997. svojim nastupom, također, u tjednom časopisu Jump. Ubrzo je postao i jedan od najpopularnijih stripova u Japanu, s više od 65 milijuna prodanih kopija.
Autorov najveći utjecaj je Akira Toriyama (Dragon Ball; Dr.Slump). Eiichiro Oda oženjen je djevojkom imena Chiaki Inaba koja je glumila ulogu Nami na kazališnim performansama One Piece tijekom sajma “Jump Fest”.